# Єлизавето-Миколаївська сільська рада
| Єлизавето-Миколаївська сільська рада — колишній орган місцевого самоврядування у Амвросіївському районі Донецької області з адміністративним центром у с. Єлизавето-Миколаївка. Сільській раді були підпорядковані населені пункти: - с. Єлизавето-Миколаївка - с-ще Трепельне |

## Склад ради
Рада складалася з 14 депутатів та голови.

## Керівний склад сільської ради
| ПІБ                        | Основні відомості                                                         | Дата обрання | Дата звільнення |
| -------------------------- | ------------------------------------------------------------------------- | ------------ | --------------- |
| Володін Олександр Петрович | Сільський голова, 1971 року народження, освіта, член Партії регіонів      | 26.03.2006   | 31.10.2010      |
| Володін Олександр Петрович | Сільський голова, 1971 року народження, освіта вища, член Партії регіонів | 31.10.2010   |                 |

Примітка: таблиця складена за даними джерела